# Río Molonglo
El río Molonglo es un río perenne que es afluente del Murrumbidgee en la cuenca del Murray-Darling. Atraviesa las regiones de Monaro y el territorio de la Capital Australiana dentro del estado australiano de Nueva Gales del Sur.

## Características
El río nace en el lado occidental del Gran Cordillera Divisoria, en el bosque estatal de Tallaganda a una altitud de 1130 metros (3710 pies) y fluye generalmente de sur a norte antes de girar al noroeste, a través de las localidades de Carwoola y Queanbeyan, donde confluye con su mayor afluente, el río Queanbeyan, y continuando entonces a través de Canberra, donde es represado por el dique Scrivener para formar el lago Burley Griffin. El río entonces fluye hacia su desembocadura en el río Murrumbidgee, cerca de la villa de Uriarra. Sobre sus 115 kilómetros de longitud, el curso del Molonglo alterna entre anchas praderas de inundación y estrechos y pedregoso cañones varias veces. Uno de estas praderas se denomina llanura Molonglo.